# هوغو كوبلت
هوغو كوبلت (مواليد 21 مارس 1925 - الوفاة 06 نوفمبر 1964) كان دراج سويسري.

## سباقات أو مراحل فاز بها
- طواف فرنسا
- طواف سويسرا
- طواف إيطاليا

## روابط خارجية
- هوغو كوبلت على موقع أرشيف الدراجات (الإنجليزية)
- هوغو كوبلت على موقع إحصائيات الدراجات الإحترافية (الإنجليزية)
- هوغو كوبلت على موقع CycleBase (الإنجليزية)